# Panas Ljubtschenko

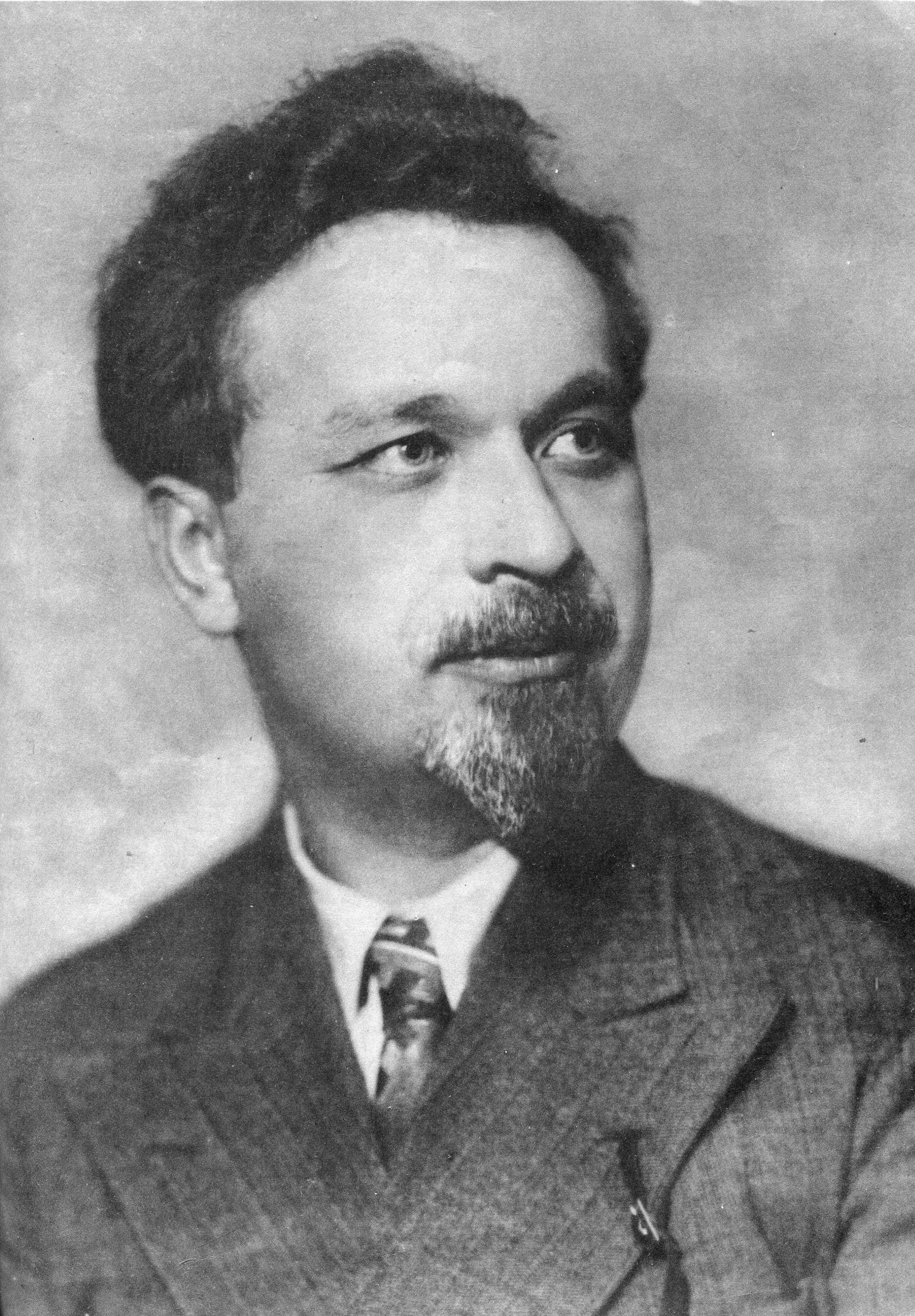
Panas Ljubtschenko im Januar 1937

Panas Petrowytsch Ljubtschenko (ukrainisch Панас Петрович Любченко/ russisch Панас Петрович Любченко, wiss. Transliteration Panas Petrovyč Ljubčenko; * 2. Januarjul. / 14. Januar 1897greg. in Kagarlyk, Gouvernement Kiew (heute Oblast Kiew); † 30. August 1937 in Kiew) war ein ukrainischer Revolutionär und sowjetischer Staatsmann.

## Leben
Der Bauernsohn Panas trat 1913 der Ukrainischen Partei der Sozialrevolutionäre bei und wurde 1914 in Kiew Feldscher in der Kaiserlich-Russischen Armee. Er betätigte sich in der Truppe als Revolutionär und war 1917–1918 Mitglied des Kiewer Sowjets und während der Oktoberrevolution Mitglied des Kiewer Revolutionären Komitees. Panas Ljubtschenko trat 1920 in die Kommunistische Partei der Ukraine (KPU) ein und arbeitete nach dem Bürgerkrieg für die Bolschewiken und ihren Staat, die Sowjetunion – war Vorsitzender des Tschernigowsker Gebietsexekutivkomitees, der All-Ukrainischen Union der landwirtschaftlichen Kooperativen, des Kiewer Kreisexekutivkomitees und Stadtsowjets sowie des Kiewer Gebietsexekutivkomitees.
Im Dezember 1925 wurde er zum Vorsitzenden des Kiewer Bezirksexekutivausschusses und des Kiewer Stadtrates gewählt und hat diese Positionen bis zum 24. Dezember 1927 inne.
1927–1934 war er Sekretär des ZK der KPU und Kandidat des Politbüros dieser Partei.
Vom 28. April 1934 bis zum 30. August 1937 war Panas Ljubtschenko Vorsitzender des Rates der Volkskommissare der Ukrainischen Sozialistischen Sowjetrepublik. Er war Mitglied des Zentralen Exekutivkomitees der UdSSR.
Im August 1937 wurde ihm auf einer Plenartagung seiner Partei konterrevolutionärer, nationalistischer Führungsstil vorgeworfen. Panas Ljubtschenko bestritt alle Vorwürfe, begab sich in einer Konferenzpause zu seiner Gattin Marija Nikolajewna Krupenyk und erschoss sie und sich. Im selben Jahr wurden sein Sohn, seine Mutter, sein Bruder und drei Schwestern seiner Ehefrau verhaftet.
1965 wurde Panas Ljubtschenko postum rehabilitiert.

## Ehrungen
- 20. Dezember 1935: Leninorden Nr. 1337 für Verdienste in der ukrainischen Landwirtschaft.
- Von 1977 bis 2015 war in Kiew eine Straße nach Panas Ljubtschenko benannt.[5]

## Anmerkung
1. ↑  Der Roman Jahre des Terrors von Anatoli Rybakow ist eine erzählerische Auseinandersetzung mit den Stalinschen Säuberungen. Im 11. Kapitel des Romans erfährt der Leser etwas über die Vorgeschichte von Panas Ljubtschenkos Suizid. Anatoli Rybakow schreibt: „Am 7. Juli 1935 führte Stalin den Vorsitz in der Plenarsitzung der Verfassungskommission.“ (Rybakow, S. 123, 1. Z.v.o.). Der Autor gibt Stalins Gedanken während der Sitzung wieder. Stalin hält den anwesenden Ljubtschenko für unzuverlässig (Rybakow, S. 129, 6. Z.v.o.) und denkt: „Alles potentiell Gefährliche muß[te] ausgerottet werden.“ (Rybakow, S. 129, 17. Z.v.o.) Anatoli Rybakow schließt das genannte Romankapitel im dokumentarischen Tonfall: „Bevor Panas Ljubtschenko sich erschoß, erschoß er seine Frau, um ihr die Qualen und Folterungen zu ersparen.“ (Rybakow, S. 136, 2. Z.v.u.)